# Lijst van staatshoofden van Letland
Dit is een lijst van staatshoofden van Letland.

## Letse Onafhankelijkheidsoorlog
- (1721)-1917: Russische gouvernementen Koerland, Lijfland en Vitebsk (uiterste noordwesten, het huidige Letgallen)
- 5 juli 1917: Letland verkrijgt autonomie
- 9 september 1917-november 1918: Duitse bezetting
- januari 1918: De Letse Voorlopige Vergadering verklaart de gebieden Koerland, Lijfland en Letgallen autonoom onder de naam Letland

| Voorzitter van de Voorlopige Regering | Periode   |
| ------------------------------------- | --------- |
| Voldemārs Zamuels                     | 1917-1918 |

## Baltisch Hertogdom (1918)
- maart 1918: De Landesrat von Courland (gedomineerd door de Baltisch-Duitse adel) roept Koerland uit tot Hertogdom Koerland en Semgallen onder Duitse protectie
- april 1918: De Vereinigter Landesrat von Livland, Estland, Riga und Ösel (gedomineerd door de Baltisch-Duitse adel) verklaren Lijfland tot Baltisch Hertogdom onder Duitse protectie
- 8 november 1918: Koerland wordt bij het Baltisch Hertogdom gevoegd als Verenigd Baltisch Hertogdom. Een regentschapsraad wordt aangesteld

| Monarch | Monarch                                           | Regeringsperiode | Regeringsperiode |
| ------- | ------------------------------------------------- | ---------------- | ---------------- |
|         | Hertog Adolf Frederik van Mecklenburg (1873-1969) | 22 oktober 1918  | 28 november 1918 |

## Republiek Letland (1918-1940)
- 18 november 1918: Na de Duitse capitulatie roepen Letse nationalisten de Republiek Letland uit
- 17 december 1918: Het Rode Leger valt binnen, verdrijft de regering naar Liepāja en de Letse Socialistische Sovjetrepubliek wordt uitgeroepen
- 22 mei 1919: Letse nationalisten heroveren Riga

| Nr. | President | President                                             | Ambtstermijn     | Ambtstermijn     | Partij        |
| --- | --------- | ----------------------------------------------------- | ---------------- | ---------------- | ------------- |
| 1   |           | Jānis Čakste (1x) (1859-1927)                         | 17 december 1918 | 1919             | LZS           |
| -   |           | Pēteris Stučka (Letse Socialistische Sovjetrepubliek) | januari 1919     | mei 1919         | LKP           |
| (1) |           | Jānis Čakste (2x) (1859-1927)                         | 1919             | 1922             | LZS           |
| -   |           | Frīdrihs Vesmanis waarnemend                          | november 1922    | november 1922    | LSDSP         |
| (1) |           | Jānis Čakste (3x) (1859-1927)                         | 1922             | 1925             | DC            |
| -   |           | Pauls Kalnis (1x) (1872-1945) waarnemend              | november 1925    | november 1925    | LSDSP         |
| (1) |           | Jānis Čakste (4x) (1859-1927)                         | 1925             | 14 maart 1927    | DC            |
| -   |           | Pauls Kalnis (2x) (1872-1945) waarnemend              | 14 maart 1927    | 8 april 1927     | LSDSP         |
| 2   |           | Gustavs Zemgals (1871-1939)                           | 8 april 1927     | 4 september 1930 | DC            |
| 3   |           | Alberts Kviesis (1881-1944)                           | 4 september 1930 | 10 april 1936    | LZS; 1934 n/p |
| 4   |           | Kārlis Ulmanis (1877-1942)                            | 11 april 1936    | 21 juli 1940     | n/p           |
| -   |           | Augusts Kirhenšteins (1872-1963)                      | juli 1940        | augustus 1940    | LDTB          |

## Letse Socialistische Sovjetrepubliek (1940-1991)
- juni 1940: Sovjet-Russische bezetting, een nieuwe Letse Socialistische Sovjetrepubliek wordt uitgeroepen
- 1941-1944: Duitse bezetting
- 1945: Herstel Letse SSR

| Eerste secretaris van het centrale comité van de Letse SSR | Ambtstermijn     | Ambtstermijn     |
| ---------------------------------------------------------- | ---------------- | ---------------- |
| Jānis Kalnbērziņš                                          | 21 december 1940 | november 1959    |
| Arvīds Pelše                                               | november 1959    | 15 april 1966    |
| Augusts Voss                                               | 15 april 1966    | 14 april 1984    |
| Boriss Pugo (1937-1991)                                    | 14 april 1984    | 4 oktober 1988   |
| Jānis Vagris                                               | 4 oktober 1988   | 7 april 1990     |
| Alfrēds Rubiks                                             | 7 april 1990     | 24 augustus 1991 |

## Republiek Letland (1990-heden)
- 1990: Onafhankelijkheidsverklaring Republiek Letland
- 1991: Onafhankelijkheid erkend door de Sovjet-Unie

| Nr. | President | President                   | Ambtstermijn     | Ambtstermijn | Partij  |
| --- | --------- | --------------------------- | ---------------- | ------------ | ------- |
| -   |           | Anatolijs Gorbunovs (1942)  | 21 augustus 1991 | 8 juli 1993  | LC      |
| 5   |           | Guntis Ulmanis (1939)       | 8 juli 1993      | 8 juli 1999  | LZS     |
| 6   |           | Vaira Vīķe-Freiberga (1937) | 8 juli 1999      | 8 juli 2007  | n/p     |
| 7   |           | Valdis Zatlers (1955)       | 8 juli 2007      | 8 juli 2011  | n/p     |
| 8   |           | Andris Bērziņš (1944)       | 2011             | 8 juli 2015  | ZZS     |
| 9   |           | Raimonds Vējonis (1966)     | 8 juli 2015      | 8 juli 2019  | LZP     |
| 10  |           | Egils Levits (1955)         | 8 juli 2019      | 8 juli 2023  | n/p     |
| 11  |           | Edgars Rinkēvičs (1973)     | 8 juli 2023      | heden        | n/p (V) |

## Gebruikte afkortingen
- ZZS = Unie van Groenen en Boeren
- LZP = Latvijas Zaļā partija (Letse Groene Partij)
- LZS = Letse Agrarische Unie (centrum)
- LKP = Letse Communistische Partij (communisten)
- LSDSP = Sociaaldemocratische Arbeiderspartij van Letland (sociaaldemocraten)
- DC = Partij van het Democratisch Centrum (centrum)
- LDTB = Volksblok van de Werkers (communisten)
- LC = Unie van de Letse Weg
- V = Eenheid
- n/p = partijloos